# Friedrich Waismann
Friedrich Waismann (Vienna, 21 marzo 1896 – Oxford, 4 novembre 1959) è stato un filosofo austriaco.
Membro del Circolo di Vienna, presto si trasferì nel Regno Unito ed insegnò a Cambridge (1937) e a Oxford (1938). Tra le sue opere, influenzate dal pensiero di Ludwig Wittgenstein, si ricordano I principi della filosofia linguistica (1965).